# مونارشیا

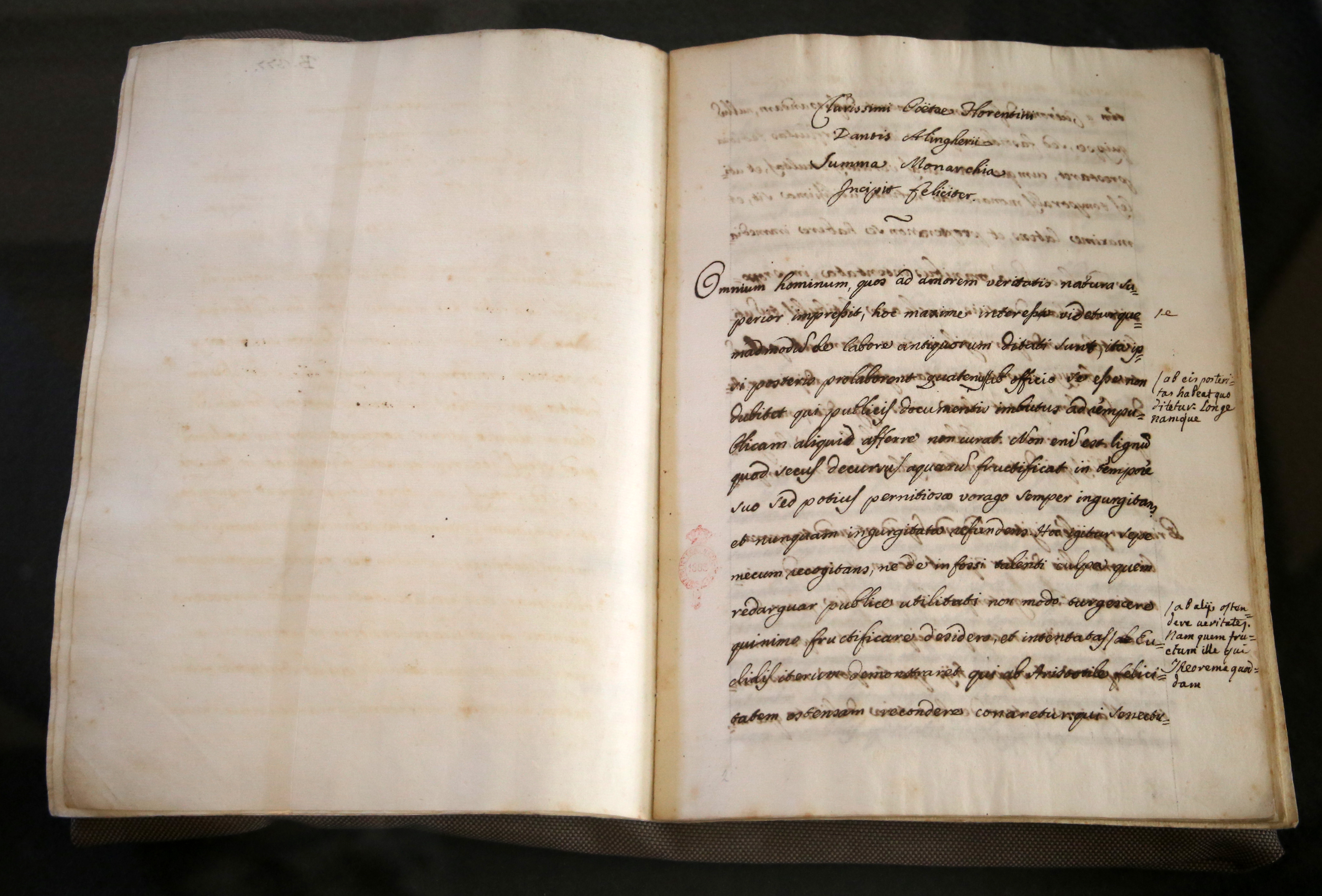
مونارشیا (1700-50s)

مونارشیا یا همان د مونارشیا (به معنای «(دربارهٔ) سلطنت»)، رساله‌ای لاتین اثر دانته آلیگیری است که موضوع آن قدرت سکولار و مذهبی است. دانته این رساله را بین سال‌های ۱۳۱۲ تا ۱۳۱۳ نوشت. او با نگارش این کتاب در یکی از بحث‌برانگیزترین موضوعات دورهٔ خود مداخله کرد: رابطه بین قدرت سکولار (به نمایندگی امپراتور مقدس روم) و مرجعیت مذهبی (به نمایندگی پاپ). مسئله‌ای که دیدگاه دانته راجع به این مشکل را به وضوح نشان می‌دهد، این است که دانته در طول فعالیت سیاسی خود برای دفاع از خودمختاری دولت‌شهر فلورانس در برابر خواسته‌های پاپ بونیفاس هشتم مبارزه کرده بود. این اثر در سال ۱۵۸۵ توسط کلیسای کاتولیک ممنوع شد.